# 蒲原いわしカレー
蒲原いわしカレー（かんばらいわしカレー）は、静岡県静岡市清水区で販売されているご当地グルメのカレーである。

## 概要
イワシの削り節でとっただし汁で野菜や豚肉を煮込み、だしをとり終わった削り節も一緒にルーに加えて作られている。 蒲原町のすし店「やましち」が発売を始め、町内に広まった。